# FFmpeg
FFmpeg je svobodný a otevřený softwarový projekt, který se skládá ze sady knihoven a programů pro práci s videem, zvukem a dalšími multimediálními soubory a datovými proudy. Jeho jádrem je samotný nástroj ffmpeg pro příkazový řádek, určený pro zpracování video a audio souborů. Je široce používán pro překódování formátů, základní úpravy (stříhání a spojování), škálování videa, postprodukční efekty videa a dodržování standardů (SMPTE, Mezinárodní telekomunikační unie).
FFmpeg obsahuje také další nástroje: ffplay, jednoduchý přehrávač médií, a ffprobe, nástroj příkazového řádku pro zobrazení informací o médiích. Mezi obsažené knihovny patří libavcodec, knihovna audio/video kodeků používaná mnoha komerčními i svobodnými softwarovými produkty, libavformat (Lavf), knihovna pro multiplexování audio/video kontejnerů, a libavfilter, knihovna pro vylepšování a úpravu filtrů přes filtrgraf, podobný Gstreameru.
FFmpeg je součástí pracovních postupů mnoha dalších softwarových projektů a jeho knihovny jsou základní součástí softwarových přehrávačů médií, jako je VLC, a byl zahrnut do jádra pro zpracování videí YouTube a BiliBili. Obsahuje kodéry a dekodéry pro mnoho formátů zvukových a video souborů, takže je velmi užitečný pro překódování běžných i neobvyklých mediálních souborů.
FFmpeg je zveřejněn pod licencí LGPL (verze 2.1 či novější) nebo GPL (verze 2.0 či novější), podle toho, které možnosti jsou povoleny.

## Historie
Projekt založil vývojář Fabrice Bellard (pod pseudonymem Gerard Lantau) a v současnosti jej udržuje Michael Niedermayer. FFmpeg je vyvíjen pod systémem Linux, ale může být zkompilován pod většinou operačních systémů (včetně Microsoft Windows).

## Součásti
Projekt se skládá z několika komponent.
Nástroje
- ffmpeg je utilita pro příkazový řádek pro konverzi video formátů. Podporuje také grabování a kódování v reálném čase z TV karty.
- ffplay je jednoduchý multimediální přehrávač založený na SDL a knihovnách FFmpeg.
- ffprobe je jednoduchý analyzátor multimediálních streamů.
- Odstraněno od verze 4.0: ffserver je HTTP a RTSP multimediální streamovací server pro živá broadcastová vysílání. Podporuje také posun času.

Knihovny
- libavcodec je knihovna obsahující všechny audio a video kodéry a dekodéry. Většina kodeků byla vyvinuta s úsilím pro maximální výkon a znovupoužitelnost kódu.
- libavformat je knihovna obsahující demuxery a muxery pro audio/video kontejnerové formáty.
- libavutil je pomocná knihovna obsahující rutiny společné pro jednotlivé části kolekce FFmpeg.
- libavdevice je knihovna umožňuje komunikovat se zařízeními přes mnoho multimediálních rozhraní (Video4Linux, Video4Linux2, Video for Windows, ALSA).
- libpostproc je knihovna obsahující rutiny pro postprocessing videa.
- libavfilter je knihovna obsahující filtry (efekty, filtry OpenCV a frei0r).
- libswscale je knihovna obsahující rutiny pro změnu rozlišení a barevného modelu videa.
- libswresample, libavresample jsou knihovny implementující optimalizované převzorkování audia a změnu jeho formátu.

FFmpeg je uvolněn pro LGPL nebo GPL (závisí na konkrétní knihovně / části kódu).
Vývojáři FFmpeg rozkryli (reverzním inženýrstvím) a reimplementovali následující formáty (kvůli tomu může být část projektu v některých zemích nelegální):
- Sorenson 3 Codec použitý v mnoha filmech pro QuickTime
- Advanced Streaming Format
- Windows Media Audio
- Windows Media Video
- QDesign Music Codec 2, použitý v mnoha filmech pro QuickTime před verzí QuickTime 7.

Standardní MPEG-4 kodek použitý v FFmpeg má přiřazen FourCC kód FMP4.

## Funkce FFmpeg
- Kódování - zakóduje data podle kompresního algoritmu
- Dekódování - dekóduje data zakódované kompresním algoritmem
- Překódování (transcode) - překóduje soubor do jiného kontejneru
- Spojování stop (mux) - kombinuje několik stop do jednoho kontejneru
- Odstraňování stop (demux) - odstraní nebo rozdělí soubor na více stop
- Vysílání na síť - vysílá soubor ve formě proudu
- Úprava přes filtry - provede filtry na soubory
- Přehrávání - přehrává soubory[7]

## Hardwarová podpora
FFmpeg je vícevláknový program. Podporuje akceleraci přes grafické karty. Podporuje architektury x86, PPC (PowerPC), ARM, DEC Alpha, SPARC, a MIPS.  
FFmpeg podporuje následující aplikačně specifické integrované obvody (anglicky application-specific integrated circuit):  
| ASIC                   | Podpora v FFmpeg      |
| ---------------------- | --------------------- |
| UVD                    | Dekódování            |
| VCE                    | Kódování              |
| Crystal HD             | Dekódování            |
| Hexagon                | Kódování a dekódování |
| Intel Clear Video      | Dekódování            |
| Intel Quick Sync Video | Kódování a dekódování |
| PureVideo/NVDEC        | Dekódování            |

## Ukázka použití
Následující kód demonstruje použití FFmpeg na otevření souboru s videem.
```
#include
 
<avcodec.h>

#include
 
<avformat.h>

int
 
main
(
int
 
argc
,
 
char
 
*
argv
[])

{

	
av_register_all
();

	
AVFormatContext
 
*
pFormatCtx
;

	
if
(
av_open_input_file
(
&
pFormatCtx
,
 
argv
[
1
],
 
NULL
,
 
0
,
 
NULL
)
 
!=
 
0
)

		
return
 
-1
;

…

```

### Grafy filtrů
FFmpeg umožňuje specifikovat na příkazové řádce graf filtrů, kterým mají multimediální data procházet.
Následující příkaz vloží před zobrazení snímků filtr, který překlopí obraz podle vertikální osy.
```
ffplay -vf vflip clock.avi
```

Filtrům je možno předávat parametry. Další příkaz vloží to řetězce filtr, který provede ořez snímku. Ořez má rozměry {\displaystyle 256\times 256} pixelů a počíná na souřadnicích (0,0).
```
ffplay -vf crop=256:256:0:0 clock.avi
```

Poslední příkaz zařadí řetězec filtrů. Každý snímek je nejprve transponován, a poté negován.
```
ffplay -vf "transpose, negate" clock.avi
```

## Historie vydání
Majoritní verze FFmpegu vycházejí přibližně každé 3 měsíce. Mezi majoritními verzemi jsou vydávány pouze opravy důležitých chyb.
| větev | krycí jméno                                                        | první vydání | poslední vydání | aktivní vývoj |
| ----- | ------------------------------------------------------------------ | ------------ | --------------- | ------------- |
| 7.1   | Péter                                                              | 2024-09-30   | 2025-03-03      | ano           |
| 7.0   | Dijkstra                                                           | 2024-04-05   | 2024-08-03      | ano           |
| 6.1   | Heaviside                                                          | 2023-11-10   | 2024-08-02      | ne            |
| 6.0   | Von Neumann                                                        | 2023-02-28   | 2023-11-10      | ne            |
| 5.1   | Riemann                                                            | 2022-07-22   | 2024-08-05      | ne            |
| 5.0   | Lorentz                                                            | 2022-01-17   | 2022-04-04      | ne            |
| 4.4   | Rao                                                                | 2021-04-08   | 2022-04-14      | ne            |
| 4.3   | 4:3                                                                | 2020-06-15   | 2022-04-16      | ne            |
| 4.2   | Ada                                                                | 2019-08-05   | 2022-04-16      | ne            |
| 4.1   | al-Khwarizmi                                                       | 2018-11-06   | 2022-04-17      | -             |
| 4.0   | Wu                                                                 | 2018-04-20   | 2020-07-03      | ne            |
| 3.4   | Cantor                                                             | 2017-10-15   | 2022-04-22      | -             |
| 3.3   | Hilbert                                                            | 2017-04-13   | 2018-11-18      | ne            |
| 3.2   | Hypatia                                                            | 2016-10-27   | 2022-04-23      | -             |
| 3.1   | Laplace                                                            | 2016-06-27   | 2017-09-25      | ne            |
| 3.0   | Einstein                                                           | 2016-02-15   | 2018-10-28      | ne            |
| 2.8   | Feynman                                                            | 2015-09-09   | 2021-10-21      | ne            |
| 2.7   | Nash                                                               | 2015-06-10   | 2016-04-30      | ne            |
| 2.6   | Grothendieck                                                       | 2015-03-07   | 2016-05-03      | ne            |
| 2.5   | Bohr                                                               | 2014-12-04   | 2016-02-02      | ne            |
| 2.4   | Fresnel                                                            | 2014-09-14   | 2017-12-31      | ne            |
| 2.3   | Mandelbrot                                                         | 2014-07-16   | 2015-01-06      | ne            |
| 2.2   | Muybridge                                                          | 2014-03-23   | 2015-06-18      | ne            |
| 2.1   | Fourier                                                            | 2013-10-28   | 2015-04-30      | ne            |
| 2.0   | Nameless                                                           | 2013-07-10   | 2015-06-10      | ne            |
| 1.2   | Magic                                                              | 2013-03-15   | 2015-02-12      | ne            |
| 1.1   | Fire Flower                                                        | 2013-01-07   | 2015-03-13      | ne            |
| 1.0   | Angel                                                              | 2012-09-28   | 2014-07-20      | ne            |
| 0.11  | Happiness                                                          | 2012-05-25   | 2014-03-10      | ne            |
| 0.10  | Freedom                                                            | 2012-01-27   | 2015-03-12      | ne            |
| 0.9   | Harmony                                                            | 2011-12-11   | 2014-03-21      | ne            |
| 0.8   | Love                                                               | 2011-06-21   | 2013-10-06      | ne            |
| 0.7   | Peace                                                              | 2011-06-21   | 2015-03-12      | ne            |
| 0.6   | Works with HTML5                                                   | 2010-06-15   | 2013-09-23      | ne            |
| 0.5   | half-way to world domination A.K.A. the belligerent blue bike shed | 2009-03-10   | 2014-11-29      | ne            |

## Zajímavost
V letech 2020 a 2021 NASA uskutečnilo misi Mars 2020, kde jejich vozítko Perseverance použilo FFmpeg pro kompresi fotografií a videa odeslaného zpět na Zemi.